# Wolfgang Langhoff
Wolfgang Langhoff (Berlín 1901-1966) va ser un actor, escriptor, dramaturg i director de teatre alemany. De 1946 a 1963 va ser director del teatre Deutsches Theater a Berlín. Wolfgang i Renate Reiner (1905-1963) van formar una nissaga d'artistes: llurs fills els actors Thomas und Matthias Langhoff i llurs nets l'escriptora Anna Langhoff, l'actor Tobias Langhoff i el dramaturg Lukas Langhoff.
Era un dels quatre fills de Gustav Langhoff, un mercader. Va créixer a Friburg de Brisgòvia on va freqüentar l'instiut. Va començar una carrera de mariner de 1915 a 1918 després d'un aprenentatge a l'escola nàutica de Finkenwerder. De 1919 a 1923 va treballar com figurant i després com jove aspirant al teatre de Königsberg. Després va anar al Teatre Thalia d'Hamburg, i a Wiesbaden. De 1928 a 1932 va anar al Teatre de Düsseldorf on va treballar amb Louise Dumont (1862-1932) i Gustav Lindemann (1872-1960). El 1930 va afiliar-se al Partit Comunista Alemany (KPD) i va ser un dels fundadors del grup d'agitprop «Nordwest ran».
El 1933 va ser arrestat per la Gestapo i empresonat sens procés sota el règim de la detenció preventiva primer al Camp de concentració de Börgermoor i després al Camp de Lichtenburg. A Börgermoor va ser uns contribuir a la creació de la cançó de protesta «Die Moorsoldaten». Quan va ser alliberat el 1935 va fugir cap a Suïssa on va treballar al Teatre de Zúric.

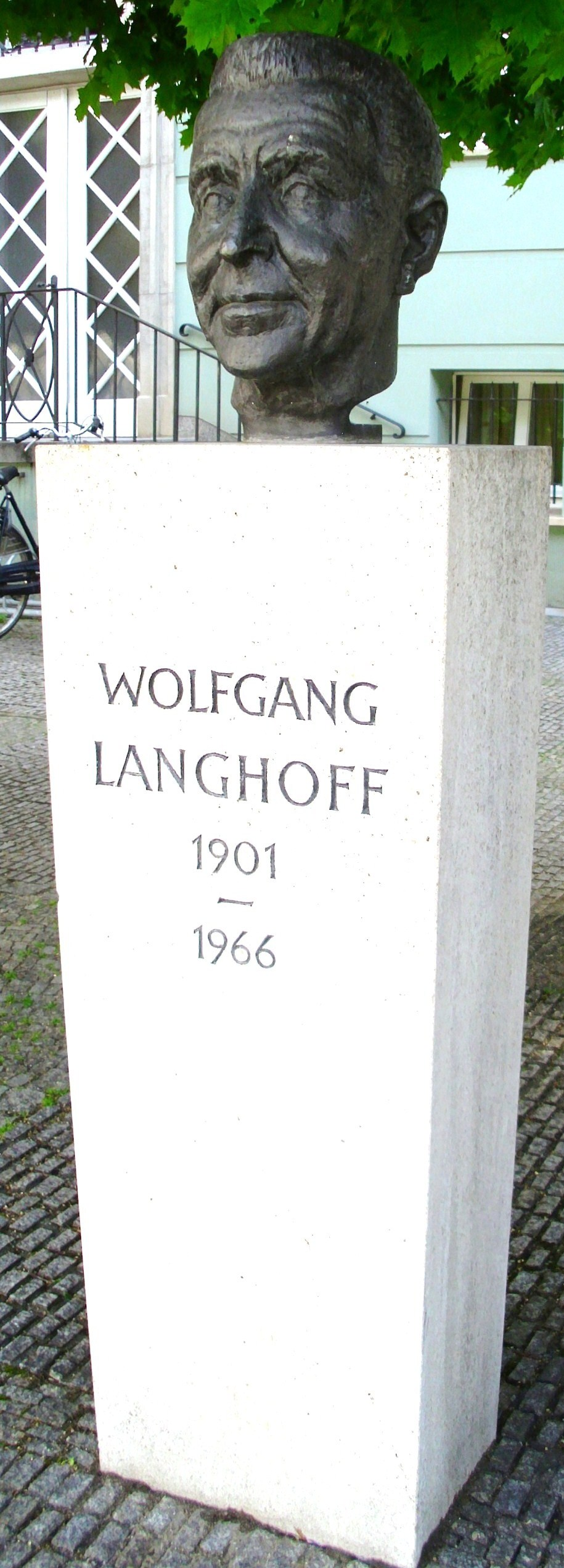
Monument a Wolfgang Langhoff davant del Deutsches Theater a Berlín

El 1945, Langhoff va ser contractat com a director general del Schauspielhaus (teatre) de Düsseldorf. El 1946 va succeir a Gustav von Wangenheim com a director del Deutsches Theater a Berlín Oriental. També va tenir un paper important en la política cultural de la República Democràtica Alemanya (RDA). Va ser, entre altres coses, membre de l'Akademie der Künste (Acadèmia de les Arts). El 1959 va ser nomenat president del centre de la RDA de l'Institut Internacional de Teatre de la UNESCO. Aviat va tenir la primera dissensió amb la comissió cultural del Comitè Central del partit unitari Partit Socialista Unificat d'Alemanya (SED). El partit li va reprotxar una manca d'implementació del realisme socialista i es va criticar la seva programació. El 1963 va dimitir en relació amb la disputa sobre l'escenografia de l'obra Die Sorgen und die Macht (Les preocupacions i el poder) de Peter Hacks. Langhoff, però, va romandre amb el Deutsches Theater fins al final de la seva vida, on va continuar com a director d'escena.
El 1964 va ser nomenat membre honorari del Deutsches Theater, el 1966 va morir a l'edat de 64 anys de càncer.
El 1991, el seu fill Thomas Langhoff va assumir el càrrec de director de teatre. El seu arxiu es conserva a l'Akademie der Künste de Berlín.